# 西賀茂
西賀茂（にしがも）とは、五山送り火の船形が灯る山の麓であり上賀茂神社から賀茂川を挟んで西側に広がるエリア。

## 周辺
神光院（じんこういん）
西賀茂の真言宗寺院「西賀茂の弘法さん」。厄除けと眼病封じの寺で時代劇の撮影ロケ地としても有名。春は参道の桜並木が地元の人に愛されている。